# Emil Danielsson (Skilangläufer)
Emil Danielsson (* 12. Mai 2001) ist ein schwedischer Skilangläufer.

## Werdegang
Danielsson, der für den Högbo GIF startet, trat international erstmals beim Europäischen Olympischen Winter-Jugendfestival 2019 in Sarajevo in Erscheinung. Dort belegte er den 62. Platz über 10 km klassisch, den 38. Rang 7,5 km Freistil und den 26. Platz im Sprint.  Bei den Junioren-Skiweltmeisterschaften 2020 in Oberwiesenthal errang er den 35. Platz im Sprint. Im folgenden Jahr gewann er bei den Junioren-Skiweltmeisterschaften in Vuokatti die Bronzemedaille im Sprint. Zudem belegte er dort den 28. Platz im 30-km-Massenstartrennen, den 21. Rang über 10 km Freistil und den siebten Platz mit der Staffel. Zu Beginn der Saison 2021/22 startete er in Beitostølen erstmals im Scandinavian-Cup, wo er den 69. Platz über 15 km klassisch belegte. Im weiteren Saisonverlauf gab er in Falun sein Debüt im Weltcup, wobei er mit dem 28. Platz im Sprint seine ersten Weltcuppunkte holte und lief bei den U23-Weltmeisterschaften 2022 in Lygna auf den 49. Platz über 15 km klassisch sowie auf den 23. Rang im Sprint. Zu Beginn der Saison 2022/23 kam er in Ruka mit Platz 20 im Sprint erneut in die Punkteränge.